# Palazzo Manni
Palazzo Manni è un edificio storico di Pistoia. Costruito dai Conti Manni nel centro storico della città di Pistoia. I conti Manni erano sin dal medioevo proprietari di vasti possedimenti  nella zona fra Lamporecchio, Larciano e San Baronto. Nel 1400 la famiglia Manni era diventata una delle famiglie politicamente più influenti e una delle maggiori contribuenti di Pistoia. Tanto da commissionare la costruzione di un complesso di quattro palazzi nel centro della città, che prenderà il nome di Palazzo Manni.

## Storia e descrizione
Trattasi in realtà di un complesso di quattro palazzi posti l'uno accanto all'altro nella via dello Spedale, oggi via Filippo Pacini, a Pistoia, tutti di proprietà della nobile famiglia pistoiese dei conti Manni.
Il principale si trova al centro ed è a tre piani con un ordine di dodici finestre per piano, più un'altana o verone che dalla strada non si vede. L'origine medioevale di questa costruzione è facilmente verificabile nelle parti in cui una caduta dell'intonaco lascia trasparire una muratura a pietre a filaretto; nel Cinquecento il palazzo ha acquisito l'attuale aspetto monumentale. Sul retro vi era un bellissimo giardino all'italiana, oggi del tutto scomparso per far posto ad alcune costruzioni annesse al palazzo. Dopo i Manni è appartenuto ai Baldinotti, ai Roti Michelozzi e attualmente è sede di un'importante società pistoiese.

## Gli altri palazzi Manni

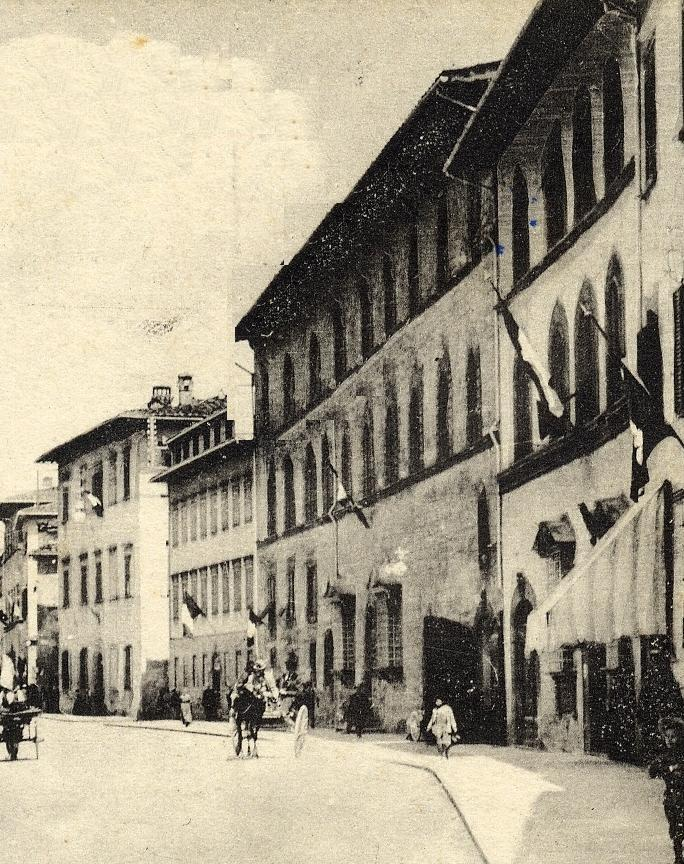
i Palazzi Manni a inizio Novecento

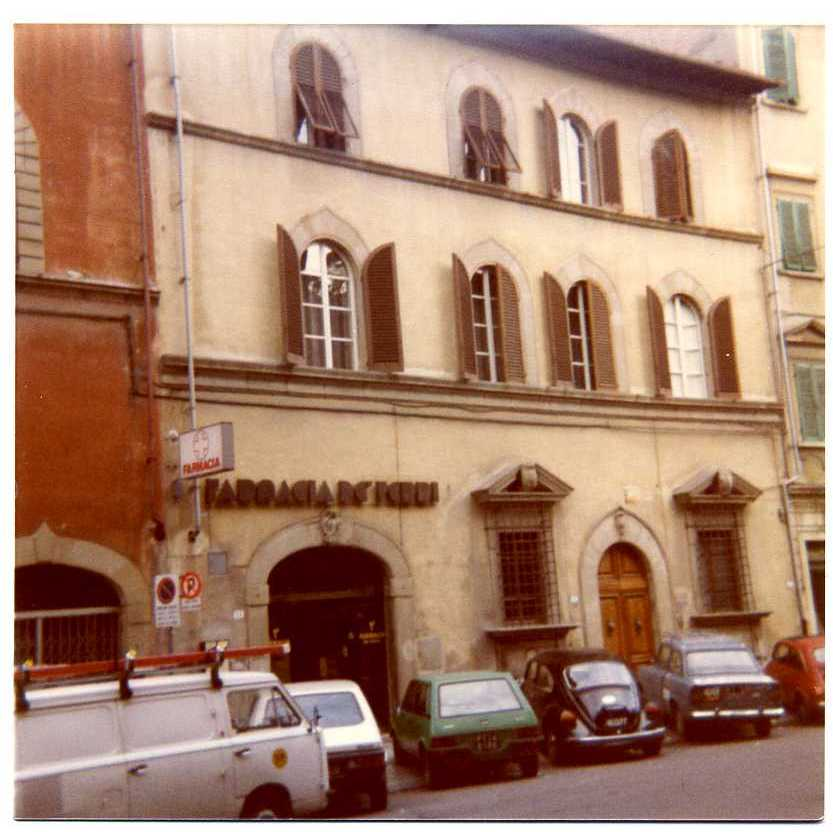
Palazzo Manni contiguo al precedente

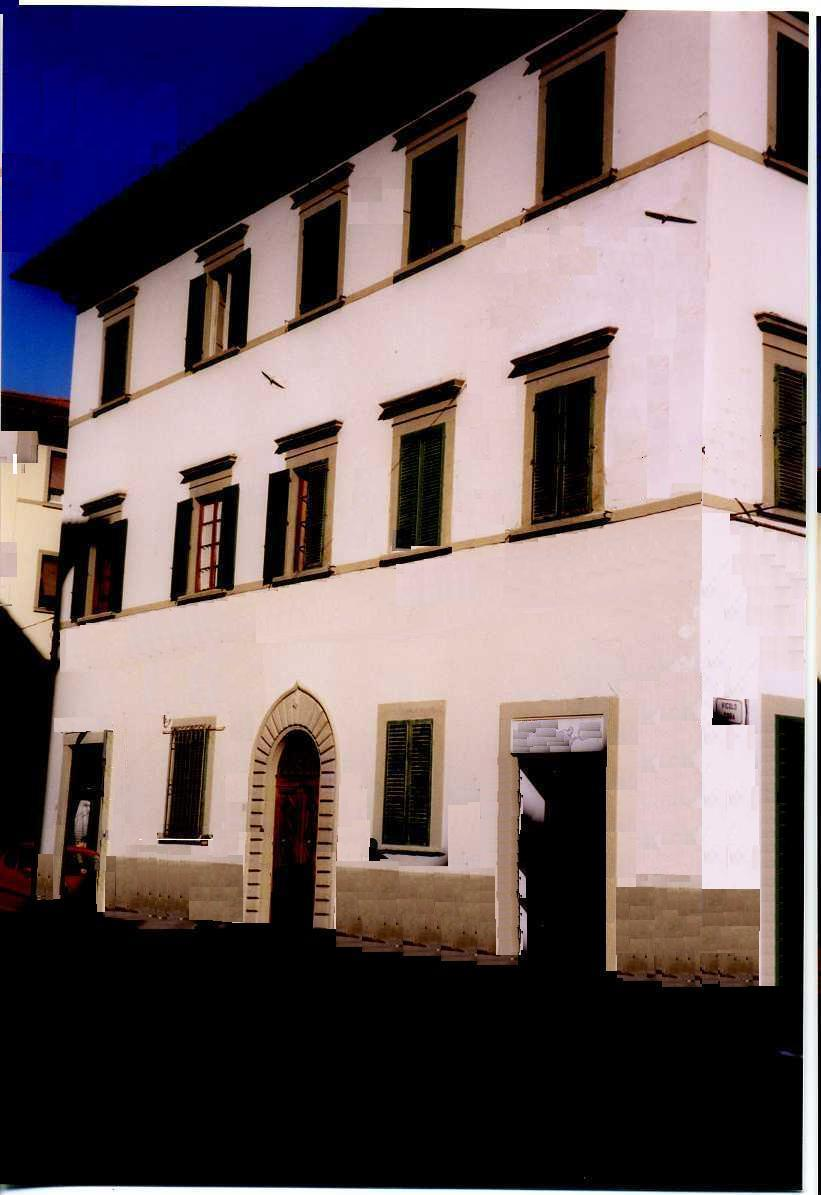
Palazzo del conte Jacopo Manni in via dello Spedale 801

Accanto a quello ora descritto, verso San Pier Maggiore, vi è un altro palazzo, sempre Manni, più piccolo di dimensioni ma assai gradevole nelle proporzioni e nell'aspetto, anch'esso cinquecentesco, a tre piani; fino a pochi anni or sono si poteva ancora rilevare nell'architrave del portale lo stemma Manni scolpito in pietra (d'azzurro al destrocherio aperto di rosso guarnito d'argento movente dal fianco destro dello scudo indicante due stelle d'oro a otto punte poste nel capo), che oggi è quasi del tutto scomparso a causa dei fattori atmosferici. Sulla facciata posteriore di questo palazzo situata in Borgo Bambini, vi è tuttora ben conservato uno stemma Manni. Il palazzo è passato in proprietà ai Pacinotti e poi ai Melani.
Dalla parte opposta al palazzo principale, ossia verso il canto de' Manni, come era denominato l'angolo vi è un altro palazzo Manni, anch'esso cinquecentesco, ma con probabili rifacimenti ottocenteschi della facciata, assai imponente nelle dimensioni che oggi è frazionato in condominio
Al di là del canto de' Manni, posto tra due strade, vi è un altro palazzo Manni, comprato dal conte Jacopo Manni a metà del settecento per farne l'abitazione del proprio nucleo familiare dopo la scomparsa del padre Niccolò Manni e le lunghe divisioni del patrimonio che ne seguirono col fratello Giuseppe Manni. Questo palazzo con un bellissimo giardino sul retro e annessa una casa per le numerose persone di servizio, comprende in pratica un intero isolato, essendo circondato su tutti e quattro i lati da pubbliche vie. Non vi è più traccia della cappella che si trovava al piano terreno e anche questo edificio dopo alcune trasformazioni nel corso del Novecento è stato frazionato divenendo un condominio.